# Ninan Cuyochi
Ninan Cuyochi (vagy Ninan Cuyuh) (?, 1490 – Ecuador, 1527) a sapa inka, Huayna Capac legidősebb fia volt.
Ahogy az egy inka királytól elvárható, Huayna Capacnak sok gyereke volt sok különböző nőtől. Ezen gyermekek közül néhányat törvényesnek tartottak, míg másokat nem. Az inka birodalom törvényes (és kijelölt) örökösének Ninan Cuyochit nevezte ki, de apjával együtt néhány napos uralkodás után meghalt (szinte biztosan himlőben, amelyet Mexikóból hurcoltak be a spanyol konkvisztádorok). Ez a korai halál örökösödési háborút váltott ki két testvére, Huáscar és Atahualpa között. Mindez miatt hódították meg spanyolok oly könnyen az inkák birodalmát 1532-től.

## A Huáscar–Atahualpa-konfliktus
Ninan Cuyochi idő előtti halála az egész birodalmat utódlási űrbe taszította, amelyből soha nem tudott teljesen felépülni. Két trónkövetelő volt: Huáscar, a törvényes fiú és Atahualpa, az ecuadori hercegnő, Paccha Duchicela törvénytelen fia. Egyes feljegyzések szerint Huayna Capac halála előtt felosztotta a birodalmat két fia között, míg mások úgy állítják, hogy valójában a törvénytelen Atahualpát nevezte meg egyetlen örökösének. Akárhogy is volt, megágyaztak egy hosszú és költséges örökösödési háborúhoz.Juan de Betanzos krónikás szerint – akitől a legtöbb adat származik a Huáscar–Atahualpa-konfliktust illetőn - a féltestvérek között a harc Huáscar zsarnoksága miatt robbant ki. Ezt az állítást azonban nagyon óvatosan kell kezelni, mert Betanzos információi elsősorban Atahualpa egyik korábbi feleségétől, Coya Asarpaytól származtak. Huáscar és hadai Cuzcóban, a birodalom hagyományos szívében állomásoztak, míg Atahualpa, a trónkövetelő és seregei bázisa az északi Quito városa volt. A polgárháború öt éven keresztül tartott, s sok brutális és véres csatát tartalmazott, amelyek közül a legfontosabb mullihambatói, chimborazói és quipaipani volt. Atahualpa (tábornokai és több mint 100 000-es serege támogatásával) mindhárom csatát döntően megnyerte, végül Huáscar foglyul esett a quipaipani csatában, néhány mérföldnyire nyugatra Cuzcótól.